# مات ريان (لاعب كرة قدم)
مات ريان (بالإنجليزية: Matt Ryan )‏ (و. 1985  م) هو لاعب كرة قدم أمريكية، من الولايات المتحدة، يلعب كظهير ربعي.

## التعليم
تعلم في William Penn Charter School ‏.

## روابط خارجية
- مات ريان على موقع إي إس بي إن.كوم (أن.أف.أل)3
- مات ريان على موقع مرجع كرة القدم المحترفة.كوم (الإنجليزية)
- مات ريان على موقع كلية كرة القدم في سبورتس رفرنس.كوم (الإنجليزية)